# Confederación Argentina de Hockey
Confederación Argentina de Hockey is de nationale hockeybond van Argentinië. 
De bond is aangesloten bij de PAHF en de FIH. De bond is verantwoordelijk voor alle veld- en zaalhockeyactiviteiten in Argentinië en rondom de nationale ploegen. Het hockey werd naar Argentinië gebracht door de Spaanse kolonisten en kent een grote groep aanhangers en beoefenaars. Hockey wordt in Argentinië beoefend door zowel mannen als vrouwen. De Argentijnse bond heeft in het verleden vele Champions Trophys georganiseerd en organiseerde driemaal een wereldkampioenschap. Successen werden onder meer behaald bij het eigen WK in 2010 in Rosario toen de vrouwenploeg in de finale Nederland versloeg.